# John D. Dingell
John David Dingell, Sr., född 2 februari 1894 i Detroit, Michigan, död 19 september 1955 i Washington, D.C., var en amerikansk demokratisk politiker. Han representerade delstaten Michigans femtonde distrikt i USA:s representanthus från 1933 fram till sin död. Han efterträddes av sonen John Dingell som 2009 blev den långvarigaste ledamoten i representanthusets historia.
Dingell blev invald i representanthuset i kongressvalet 1932. Han omvaldes elva gånger. Han avled i ämbetet och hans grav finns på Holy Sepulchre Cemetery i Southfield.